# Buddleja vexans
Buddleja vexans là một loài thực vật có hoa trong họ Huyền sâm. Loài này được Kraenzl. & Loes. ex E.M.Norman mô tả khoa học đầu tiên năm 2000.